# Méounes-lès-Montrieux
Méounes-lès-Montrieux är en kommun i departementet Var i regionen Provence-Alpes-Côte d'Azur i sydöstra Frankrike. Kommunen ligger i kantonen La Roquebrussanne som tillhör arrondissementet Brignoles. År 2022 hade Méounes-lès-Montrieux 2 260 invånare.

## Befolkningsutveckling
Antalet invånare i kommunen Méounes-lès-Montrieux
| Referens: INSEE |